# 1924 na rádio
Nesta página encontrará referências aos acontecimentos directamente relacionados com a rádio ocorridos durante o ano de 1924.

## Eventos
- Fundado os Diários Associados

## Nascimentos
| Data          | Nome                            | Profissão                          | Nacionalidade | Observações | Ref |
| ------------- | ------------------------------- | ---------------------------------- | ------------- | ----------- | --- |
| 25 de abril   | Paulo Machado de Carvalho Filho | empresário e comunicador           | Brasil        | m. 2010     |     |
| 30 de janeiro | Jaime Caetano Braun             | pajador, poeta e radialista        | Brasil        | m. 1999     |     |
| 9 de junho    | Luiz Mendes                     | radialista                         | Brasil        | m. 2011     |     |
| 8 de dezembro | Oswaldo Sargentelli             | empresário e apresentador de rádio | Brasil        | m. 2002     |     |